# Grosuplje község
Grosuplje község (szlovén nyelven Občina Grosuplje) Szlovénia 212 alapfokú közigazgatási egységének, azaz községének egyike a Közép-Szlovénia statisztikai régióban. Adminisztratív központja Grosuplje város. A település a történelmi Alsó-Krajna része.

## A községhez tartozó települések
A községhez Grosuplje székhelyen kívül a következő települések tartoznak:
- Bičje
- Blečji Vrh
- Brezje pri Grosupljem
- Brvace
- Cerovo
- Cikava
- Čušperk
- Dobje
- Dole pri Polici
- Dolenja Vas pri Polici
- Gabrje pri Ilovi Gori
- Gajniče
- Gatina
- Gorenja Vas pri Polici
- Gornji Rogatec
- Gradišče
- Hrastje pri Grosupljem
- Huda Polica
- Kožljevec
- Lobček
- Luče
- Mala Ilova Gora
- Mala Loka pri Višnji Gori
- Mala Račna
- Mala Stara Vas
- Mala Vas pri Grosupljem
- Male Lipljene
- Mali Konec
- Mali Vrh pri Šmarju
- Malo Mlačevo
- Medvedica
- Paradišče
- Pece
- Peč
- Plešivica pri Žalni
- Podgorica pri Podtaboru
- Podgorica pri Šmarju
- Polica
- Ponova Vas
- Praproče pri Grosupljem
- Predole
- Rožnik
- Sela pri Šmarju
- Šent Jurij
- Škocjan
- Šmarje–Sap
- Spodnja Slivnica
- Spodnje Blato
- Spodnje Duplice
- Tlake
- Troščine
- Udje
- Velika Ilova Gora
- Velika Loka
- Velika Račna
- Velika Stara Vas
- Velike Lipljene
- Veliki Vrh pri Šmarju
- Veliko Mlačevo
- Vino
- Vrbičje
- Zagradec pri Grosupljem
- Žalna
- Železnica
- Zgornja Slivnica
- Zgornje Duplice

## Népesség
| Lakosok száma | 18 437 | 18 844 | 19 333 | 19 626 | 19 792 | 20 005 | 20 181 | 20 520 | 21 265 | 21 406 |
|               | 2008   | 2009   | 2011   | 2012   | 2013   | 2015   | 2016   | 2017   | 2019   | 2020   |